# Topp Dogg
Topp Dogg (coréen : 탑독) est un boys band de hip-hop sud-coréen originaire de Séoul. Il est formé par Cho PD sous le label Stardom Entertainment (qui a fusionné avec Hunus Entertainment) en 2013. Le groupe se décompose en quatre parties : les magiciens, les dragons, les chevaliers et les lions. Topp Dogg compte six albums, et annoncent une tournée mondiale pour 2014, incluant l'Europe, l'Asie, et l'Amérique.
Le groupe revient en 2018 sous le nom XENO-T et sort un single japonais.

## Biographie

### Origines
En mars 2012, durant une interview, Cho PD révèle son intention de créer un nouveau boys band pour son nouveau label. Le 25, sur la chaîne YouTube de ce dernier, Topp Dogg publie sa première mixtape intitulé Bang. Quelques jours après, le 4 avril, ils ont posté une autre mixtape appelée Top. Finalement, ils sortent leur dernière mixtape Y U Mad quelques semaines après. Stardom Ent. met en place un suspens dès le début, et décide d'introduire l'un après l'autre ses nouveaux membres. Ainsi, B-Joo est le premier, tandis que Gohn est le dernier.
Cependant, ils ont fait leur première apparition officielle dans le Show! Music Core de MBC avec le titre Say It (말로해) le 22 octobre 2013.
Topp Dogg apparait en premier dans l'émission d'EvoL sur la chaîne MBC Music. Kidoh était précédemment un trainee chez Big Hit Entertainment pour potentiellement intégrer le groupe Bangtan Boys (방탄소년단). Nakta était également un précédent trainee chez Jellyfish Entertainment et il est d'ailleurs apparu dans les Idol Debuting Program, MyDol, comme l'un des dix trainees choisi pour faire partie du groupe VIXX (빅스).

### Le Royaume des Topp Dogg
Le Royaume des Topp Dogg se divise en quatre. Les Magiciens (Xero, B-Joo, Hojoon et Hansol), les Dragons (P-Goon et Sangdo), les Chevaliers (Kidoh, A-Tom, Nakta) et les Lions (Seogoong, Yano, Jenissi et Gohn).
Lorsque les dragons et les chevaliers enfin se réconcilièrent, le conflit prit fin définitivement dans le royaume. S'ajoutant les lions et les magiciens, Topp Dogg fut créé. Quatre puissances liées en une. Deux ans plus tard, les membres décidèrent de se réunir pour discuter, conviant également les futurs (UnderDogg). Cependant, un terrible malheur se prévoyait. La clé pour ouvrir le monde des Topp Dogg a disparu, à cause de Seogung et Jenissi. Ces derniers s'agaçaient de la magie de glace de Xero et firent éclater un incident. L'assistant rusé de Xero, B-Joo tenta de contrôler le chien de chasse de Gohn afin de voler les clés à A-Tom, qui demeurait endormi. Après cela, les disputes se multiplièrent, les Lions furent accusés et les quatre clans stoppèrent leur alliance. Nakta, l'un des chevaliers essaya de réconcilier le groupe, en vain. Hojoon, le magicien qui voit tout l'en empêcha. Dans cette lutte, la porte s'ouvrit et la clé se perdit dans le monde réel. Le patron des Dragons, P-Goon décida d'envoyer A-Tom et Kidoh dans le monde réel afin de retrouver la clé et de pouvoir refermer la porte. Nakta, préoccupé par Kidoh décida de le suivre, suivis par Yano voulant prouver sa puissance. « Cette clé peut aller partout, mais il n'y a qu'un seul endroit où je veux aller, c'est près de toi. »

### Débuts,Say ItetCigarette(2013)
Le 22 octobre 2013, Topp Dogg fait ses premiers débuts dans l'émission Show Champion sur la chaîne MBC avec le titre Say It (말로해). Cette chanson fut produite notamment par Kidoh. Les paroles quant à elles ont été écrites en collaboration avec Kidoh, Jenissi, Yano et A-tom. Le 24 octobre, le groupe sort son premier EP Dogg's Out composé de cinq titres dont un solo de Kidoh (Girl like you). Ils ont également produit un vidéo clip pour leur single "(말로해) Say It" (avec un clip version dance en plus). L'album est disponible en CD mais aussi en téléchargement légal.
Le 19 décembre, Topp Dogg eurent leur premier retour avec l'album remix Dogg's out incluant un nouveau titre Cigarette (composé par Gohn) et une version chinoise de Say It. Ils ont également sorti le vidéoclip pour Cigarette où cependant A-Tom et Yano n'apparaissent pas.

### DeArarioàAmadeuS Deluxe Edition(2014)
Le 13 janvier 2014, Stardom Entertainment sort un teaser pour le second mini-album (EP) de Topp Dogg. Le 16 janvier, Topp Dogg revient avec son second album intitulé Arario comprenant cinq titres avec la principale chanson (들어와) Open the Door. Ils tiennent également un showcase et un fanmeeting. Ce même jour, ils commencent leurs promotions à travers le M! Countdown. Le 12 février 2014, Topp Dogg sort le vidéoclip de la chanson Arario et également le spécial album Arario Special Edition qui est sorti le 24. Arario est une musique aux consonances hip-hop mais également mélangé avec les musiques traditionnelles de Corée du Sud
. En mars 2014, Stardom Entertainment ouvre un nouveau compte YouTube appelé Stardom On Air pour publier des extras vidéos comme des covers ou des vidéos de la vie de tous les jours. Ils réalisent d'ailleurs à cette occasion une version a cappella de Some de Soyou et JunggiGo.
Il est révélé que Topp Dogg allait faire un comeback avec un troisième opus intitulé AmadeuS, avec comme chanson-phare TopDog en juin 2014. Stardom Entertainment réalise pour cette occasion une image teaser avant la sortie officielle représentant B-Joo et Hansol, tous deux habillés comme des chef d'orchestres. Cependant, le groupe doit faire face à certains problèmes de fuites. Quelques jours avant la sortie officielle, tous les titres de l'album se sont retrouvés sur les réseaux sociaux et sur la plateforme YouTube. Le label supprime directement les vidéos et essayé de réparer les dégâts rapidement.
AmadeuS est composé de cinq titres avec comme chanson leader TopDog qui est un mix entre la K-pop, l'électro et la 25e Symphonie de Mozart. Dans le vidéoclip, B-Joo a le rôle de Mozart et Hansol lui, incarne Salieri. Ils refont le conflit existant entre les deux musiciens (tous deux ayant composé une musique s'intitulant AmadeuS). Au même moment, Topp Dogg participe au Dream Concert au sein du World Cup Stadium à Séoul où ils chanteront leur nouvelle musique TopDog. Kidoh ne prendra cependant pas parti de la promotion de cet album, occupé avec son projet solo. Durant ce même été, Topp Dogg poste une reprise de Maps de Maroon 5, et une d'Eyes, Nose, Lips de Taeyang.
Le 25 août, Topp Dogg repackage son dernier album et sort AmadeuS Deluxe Edition avec trois nouveaux titres à l'intérieur. Cet album souligne le retour de Kidoh. La première chanson est un featuring avec Cho PD, appelé I Think this Isn't Right. Un autre titre mettant en scène uniquement Kidoh, A-Tom, Yano et Jenissi s'appelle Peekaboo (avec un vidéoclip réalisé peu de temps après).

### Annieet projets solo (2014)
Pour célébrer leur un an d’existence en tant que groupe officiel, et également pour remercier leurs fans, Topp Dogg réalise une chanson old school. Le 16 octobre, ils sortent la chanson Annie, qui est un jeu de mots pour Anniversaire. D'ailleurs, le vidéoclip fait participer Hayana des EvoL apparaître, qui représente Annie.
Comme chaque membre a son propre talent, certains d'entre eux développent parallèlement des projets solos. Yano réalise une mixtape Yanoboutme: Fiction comprenant neuf titres. Jenissi sort une chanson en featuring avec Say des EvoL pour remercier ses fans et pour son anniversaire. La chanson s'appelle Love Letter. Et finalement, Kidoh sort son premier EP avec le principal titre Taxi on the Phone.
En décembre 2014, Stardom Entertainment annonce une tournée mondiale pour Topp Dogg. En effet, le boys band va tenir un showcase autour du monde qui se nommera ToppKlass Tour (ToppKlass étant le nom de la fanbase). La tournée commencera en janvier 2015. Ils visiteront 11 pays et 13 villes. La tournée commencera par le Japon, puis vers trois pays européens, trois villes d'Amérique du Nord, trois d'Amérique du Sud et finalement quatre villes dans le sud est de l'Asie en mars. Les villes européennes seront encore tenues secrètes. Cette tournée est programmée pour remercier les fans du monde entier qui soutiennent fortement la carrière des Topp Dogg.

### The Beat(depuis 2015)
Le quatrième mini-album du groupe, The Beat contient six chansons, dont O.A.S.I.S qui est sortie en avant-première le 13 octobre dernier. On a également pu avoir un aperçu des chansons Emotion et All Eyez on Me avec deux autres vidéos teasers sur la chaîne YouTube d'Hunus Entertainment. Deux vidéos ont récemment été postées. La première est un extrait du MV pour le titre-phare The Beat, et puis la seconde est une vidéo medley de l’opus. L’occasion pour les fans d’avoir une idée de ce à quoi ressemblera la chanson Runaway ainsi que le solo de Sangdo, Sweetheart.
Pour la tournée américaine, ToppDogg tiennent trois concerts en Amérique du Nord. Durant février 2015, le groupe a tenu des showcases à Houston (au Texas), à Miami (en Floride) ainsi qu'à Atlanta (en Géorgie). La totalité des tickets des concerts ont été rapidement vendus. Pour continuer sa tournée, le 14 février, ToppDogg tient un showcase à Sao Paulo (Brésil) devant également une salle comble. La tournée américaine se composait de showcase, de fansign et de VIP photos/Cadeaux.
Le 31 octobre 2016, ils annoncent leur retour avec l'album First Street.

## Membres

### Membres actuels
| Nom de scène | Nom de scène | Nom de naissance | Nom de naissance | Date de naissance | Nationalité  | Position                  |
| Romanisé     | Coréen       | Romanisé         | Coréen           | Date de naissance | Nationalité  | Position                  |
| ------------ | ------------ | ---------------- | ---------------- | ----------------- | ------------ | ------------------------- |
| P-Goon       | 피군         | Park Se-hyuk     | 박세혁           | 18 octobre 1991   | Corée du Sud | Leader, danse, chant      |
| Hojoon       | 호준         | Jeon Ho-joon     | 전호준           | 31 octobre 1992   | Corée du Sud | Danseur secondaire, chant |
| Sangdo       | 상도         | Yu Sang-do       | 유상도           | 2 mars 1993       | Corée du Sud | Chanteur secondaire       |
| Nakta        | 낙타         | Shin Yoon-cheol  | 신윤철           | 24 avril 1993     | Corée du Sud | Chanteur secondaire       |
| Hansol       | 한솔         | Kim Han-sol      | 김한솔           | 15 juin 1993      | Corée du Sud | Danseur principal, chant  |
| B-joo        | 비주         | Kim Byung-joo    | 김병주           | 8 janvier 1994    | Corée du Sud | Danseur secondaire, chant |
| Xero         | 제로         | Shin Ji-ho       | 신지호           | 3 février 1994    | Corée du Sud | Danseur principal, rap    |
| A-Tom        | 아톰         | Kim Sang-gyun    | 김상균           | 23 mai 1995       | Corée du Sud | Rappeur secondaire        |
| Yano         | 야노         | Seo Sang-won     | 서상원           | 27 septembre 1995 | Corée du Sud | Rappeur principal, maknae |

### Anciens membres
| Nom de scène | Nom de scène | Nom de naissance | Nom de naissance | Date de naissance | Nationalité  | Position           |
| Romanisé     | Coréen       | Romanisé         | Coréen           | Date de naissance | Nationalité  | Position           |
| ------------ | ------------ | ---------------- | ---------------- | ----------------- | ------------ | ------------------ |
| Jenissi      | 제니씨       | Kim Tae Yang     | 김태양           | 2 août 1991       | Corée du Sud | Rappeur principal  |
| I'M          | 서궁 / 아임  | Park Hyeon Ho    | 박현호           | 1er mai 1992      | Corée du Sud | Chanteur principal |
| Gohn         | 곤           | Kim Dong Seong   | 김동성           | 1er août 1992     | Corée du Sud | Chanteur principal |
| Kidoh        | 키도         | Jin Hyo Sang     | 진효상           | 16 décembre 1992  | Corée du Sud | Rappeur secondaire |

## Discographie

### Albums studio
- 2016 : First Street[11]

### EP
| Titre      | Détails | Meilleure position | Ventes                   |
| Titre      | Détails | COR                | Ventes                   |
| ---------- | --- | ------------------ | ------------------------ |
|            | |                    |                          |
| Dogg's Out | - Date de sortie : 24 octobre 2013 - Label : Stardom Entertainment - Formats : CD, téléchargement numérique                                    | 48                 | - COR : plus de 2 691    |
| Dogg's Out | Dogg's Out (réédition) - Date de sortie : 12 décembre 2013 - Label: Stardom Entertainment - Formats : CD, téléchargement numérique             | -                  | - COR : plus de 2 474    |
| Arario     | - Date de sortie : 16 janvier 2014 - Label : Stardom Entertainment - Formats : CD, téléchargement numérique                                    | 27                 | - COR : plus de 4 485    |
| Arario     | Arario Special Edition (réédition) - Date de sortie : 24 février 2014 - Label : Stardom Entertainment - Formats : CD, téléchargement numérique |                    | 26 - COR : plus de 4 812 |
| AmadeuS    | - Date de sortie : 9 juin 2014 - Label : Stardom Entertainment - Formats : CD, téléchargement numérique                                        | 15                 | - COR : plus de 10 053   |
| AmadeuS    | Amadeus Deluxe Edition (réédition) - Date de sortie : 22 août 2014 - Label : Stardom Entertainment - Formats : CD, téléchargement numérique    | 8                  | - COR : plus de 1 800    |
| The Beat   | - Date de sortie : 19 octobre 2015 - Label : Hunus Entertainment - Formats : CD, téléchargement numérique                                      | 22                 | - COR : plus de 3 266    |

### Albums solo
| Titre                       | Détails                                                                                               | Meilleure position | Ventes | Réf.   |
| --------------------------- | --- | ------------------ | ------ | ------ |
| True Be Honest (de Jenissi) | - Date de sortie : 12 juillet 2016 - Label : Hunus Entertainment - Formats : Téléchargement numérique | —                  | —      | [ 18 ] |

### Bandes originales
| Année | Chanson                                           | Membre(s)       | Note(s)                                         |
| ----- | ------------------------------------------------- | --------------- | ----------------------------------------------- |
| 2015  | Butterfly Core - Date de sortie : 7 avril 2015    | Tous            | OST pour la treizième saison de Détective Conan |
| 2015  | Just 5 More Minutes - Date de sortie : 7 mai 2015 | Yano & Sangdo   | OST pour The Girl Who Sees Smells               |
| 2015  | Get out of My Way - Date de sortie : 25 août 2015 | Tous            | OST pour 웹툰 독고                              |
| 2016  | "Feel Alive" - Date de sortie : 3 mars 2016       | Tous            | OST pour Please Come Back, Mister               |
| 2016  | Back Then - Date de sortie : 31 mars 2016         | Hojoon          | OST pour Please Come Back, Mister               |
| 2016  | You - Date de sortie : 7 avril 2016               | Sangdo & Hojoon | OST pour Please Come Back, Mister               |

## Vidéographie

### Clips
| Année | Clip                   | Durée |
| ----- | ---------------------- | ----- |
| 2013  | Say It (말로해)        | 3:59  |
| 2013  | Cigarette              | 3:36  |
| 2014  | Open the Door (들어와) | 3:34  |
| 2014  | Arario (아라리오)      | 3:14  |
| 2014  | TopDog                 | 3:43  |
| 2014  | Peekaboo               | 2:59  |
| 2014  | Annie (애니)           | 3:20  |
| 2015  | The Beat               | 3:50  |
| 2016  | Rainy Days             | 3:38  |

### Émissions télévisées
- 2013: Show K-pop (18.12.2013 and 24.12.2013)
- 2014: Idol School (26.08.2014)
- 2014: Yunnan Weishi in Beijing
- 2014: Idol Championship (30y31.01.2014)
- 2015: Arirang After School Club (04.12.2013)
- 2015: Show Champion (26.10.2013, coulisses)
- 2015: Shanghai TV (31.10.2013)

## Distinctions
| Année | Titre                                           | Catégorie                      | Travail nommé | Résultat   |
| ----- | ----------------------------------------------- | ------------------------------ | ------------- | ---------- |
| 2014  | MTV Europe Music Awards                         | Meilleur groupe coréen         | Topp Dogg     | Nomination |
| 2015  | 21st Republic of Korea Entertainment Art Awards | Best Rookie Award              | Topp Dogg     | Lauréat    |
| 2015  | KMC Radio Awards                                | Meilleure performance de danse | Topp Dogg     | Lauréat    |